# Опус мистера Холланда
«Опус мистера Холланда» (англ. Mr. Holland's Opus) — кинофильм режиссёра Стивена Херека, вышедший на экраны в 1995 году.

## Сюжет
Действие начинается в середине 1960-х годов и охватывает примерно 30 лет жизни персонажей. После женитьбы музыкант Гленн Холланд решает остепениться и оставляет жизнь вечно путешествующего участника музыкальной группы. Он мечтает написать значительное произведение, которое прославит его имя, однако должен прежде всего подумать о содержании семьи. Поэтому Холланд устраивается учителем музыки в местную школу имени Джона Кеннеди. Поначалу он не видит себя преподавателем и подходит к исполнению своих обязанностей сугубо формально. Как результат, ученики не испытывают никакого интереса к его урокам, а работа со школьным оркестром не клеится. Однако постепенно мистер Холланд понимает, что можно привлечь внимание школьников, используя на уроках элементы джаза и рок-н-ролла, и всё больше увлекается деятельностью оркестра и театрального кружка. Тем временем, у него рождается сын, который оказывается практически полностью глухим от рождения, что становится жестоким ударом для отца.

## В ролях
- Ричард Дрейфус — Гленн Холланд
- Гленн Хидли — Айрис Холланд
- Джей Томас — тренер Билл Майстер
- Олимпия Дукакис — директор Хелен Джейкобс
- Уильям Мэйси — директор Джин Уолтерс
- Алисия Уитт — юная Гертруда Ланг
- Джин Луиза Келли — Ровена Морган
- Николас Джон Реннер — Коул Холланд в возрасте 6 лет
- Джозеф Андерсон — Коул Холланд в возрасте 15 лет
- Энтони Наталь — Коул Холланд в возрасте 28 лет
- Джоанна Глисон — взрослая Гертруда Ланг
- Терренс Ховард — Луис Расс
- Деймон Уитакер — Бобби Тидд
- Александра Бойд — Сара Олмстед
- Бет Мейтленд — директор школы для глухих
- Бальтазар Гетти — Стэдлер

## Награды и номинации
- 1996 — номинация на премию «Оскар» за лучшую мужскую роль (Ричард Дрейфус).
- 1996 — две номинации на премию «Золотой глобус»: за лучшую мужскую роль в драме (Ричард Дрейфус) и за лучший сценарий (Патрик Шейн Данкан).
- 1996 — две премии «Молодой актёр»: лучшая семейная драма и лучшая работа актёра младше 10 лет (Николас Джон Реннер), а также номинация а категории «лучший молодой актёр второго плана» (Джозеф Андерсон).
- 1996 — номинация на премию Американского общества специалистов по кастингу за лучший кастинг для драматического художественного фильма (Шэрон Байали).
- 1997 — Премия Святого Христофора в категории «художественный фильм».